# Gilbert Tennent
Gilbert Tennent (5 février 1703, County Armagh, Irlande; 23 juillet 1764, Philadelphie, Pennsylvanie, États-Unis) est un chef religieux.

## Biographie
Tennent est un homme d'église presbytérien américain d'origine irlandaise, fils et frère de trois autres hommes d'église presbytériens. Son père, William Tennent, émigre en Amérique en 1718, et est le fondateur d'une école théologique à Warminster en Pennsylvanie appelé, à cause du matériau dans lequel il est construit, le Log College. Le Log College est considéré comme l'école précurseur de l'Université de Princeton. Gilbert est un des chefs de file du Grand réveil du sentiment religieux dans l'Amérique coloniale, avec Jonathan Edwards (théologien) et George Whitefield. Son plus célèbre sermon, « On the Danger of an Unconverted Ministry » (Sur le danger d'un ministère de non convertis) compare les ministres anti-réveil aux Pharisiens décrits dans les Évangiles.

## Sources
Cet article est la traduction de l'article en anglais de wikipédia.
Sur Gilbert Tennent et sa famille, il existe une source qui est :
- W. B. Sprague, Annals of the American Pulpit, volume iv (New York, 1858).